# Општина Виишоара (Телеорман)
Виишоара (рум. Viişoara) општина је у Румунији у округу Телеорман.
Oпштина се налази на надморској висини од 76 m.